# Going Under
«Going Under» — другий сингл першого студійного альбому американського рок-гурту Evanescence — Fallen. Хоч ця пісня мала бути першим синглом альбом, інша пісня — «Bring Me to Life», зайняла це місце, через свою велику популярність.

## Музичне відео
Режисер відеокліпу — Філіп Столзл, зйомки проходили в Берліні, Німеччина, в травні 2003. Обидві сукні, в яких Емі з'являється у музичному відео (біла, довга, в сценах під водою, і червона, коротка, в сценах виступу перед публікою), співачка спроектувала самостійно. Білу сукню Емі пошила сама в Лос-Анджелесі, Каліфорнія, США. Червону сукню-корсет пошили на її замовлення, яка обійшлася в $2,500.

## Пісня в інших ЗМІ
Пісня «Going Under» використовується в титрах гри «Enter the Matrix». Вона також використовується в трейлері і фільмі «Трістан & Ізольда», та в рекламі до телесеріалів «Янгол» і «Грати».

## Список пісень
CD-сингл (Версія для США) (Реліз: 9 вересня 2003)
| #  | Назва                                                     | Автор                          | Тривалість |
| -- | --------------------------------------------------------- | ------------------------------ | ---------- |
| 1. | «Going Under» (Album version)                             | Емі Лі, Девід Ходжес, Бен Муді | 3:34       |
| 2. | «Going Under» (Live acoustic version)                     | Емі Лі, Девід Ходжес, Бен Муді | 3:12       |
| 3. | «Heart-Shaped Box» (Nirvana cover, live acoustic version) | Курт Кобейн                    | 2:47       |
| 4. | «Going Under» (Video version)                             | Емі Лі, Девід Ходжес, Бен Муді | 4:00       |

## Чарти
| Чарт (2003)                                   | Місце |
| --------------------------------------------- | ----- |
| U.S. Billboard Bubbling Under Hot 100 Singles | 4     |
| U.S. Billboard Modern Rock Tracks             | 5     |
| U.S. Billboard Mainstream Rock Tracks         | 26    |
| Australia ARIA Top 50 Singles                 | 14    |
| Canada Top 50 Singles                         | 11    |
| France Top 100 Singles                        | 16    |
| Germany Top 100 Singles                       | 15    |
| Ireland Top 50 Singles                        | 18    |
| Italian FIMI Singles Chart                    | 9     |
| the Netherlands Top 40 Singles                | 26    |
| New Zealand RIANZ Top 40 Singles              | 4     |
| Spain Top 40 Singles                          | 17    |
| UK Top 75 Singles                             | 8     |